# Scott Rosenberg

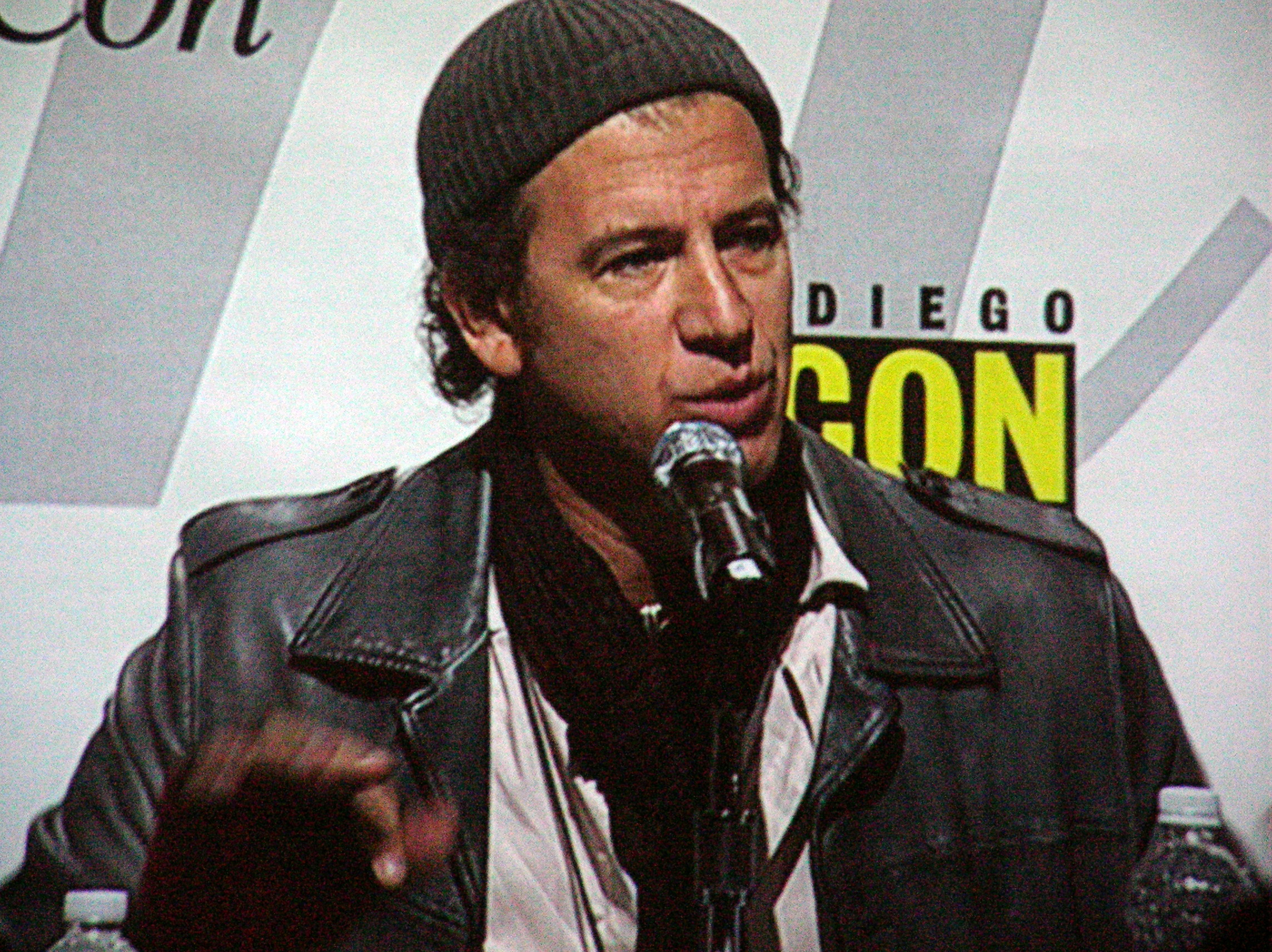
Scott Rosenberg (2010)

Scott Rosenberg (* 24. April 1963 in Needham, Massachusetts) ist ein US-amerikanischer Filmproduzent und Drehbuchautor.

## Werdegang
Rosenberg wurde in Needham, Massachusetts als Sohn einer jüdischen Familie geboren. Nach dem High-School-Abschluss 1981 besuchte er die Boston University, wo er 1985 seinen Bachelor-Abschluss machte. Seinen Master of Fine Arts (MFA) erwarb er an der University of California, Los Angeles (UCLA). Während seines Studiums an der UCLA nahm er an einem Drehbuchwettbewerb teil, bei dem er den dritten Platz belegte und daraufhin von seinem ersten Agenten unter Vertrag genommen wurde. Sein großer Durchbruch kam, als der Produzent Joel Silver sein Drehbuch Love Lies Bleeding kaufte und er eine Episode für die Fernsehserie Geschichten aus der Gruft (Tales from the Crypt) schrieb. Als Drehbuchautor schrieb er unter anderem das Drehbuch für große Kinofilme wie Con Air und Nur noch 60 Sekunden.
Während der Produktion des Films Tödliches Vertrauen im April 2001 wurde Rosenberg zusammen mit dem Schauspieler Vince Vaughn nach einer Schlägerei in einer Bar in Wilmington, North Carolina verhaftet. Die Schlägerei brach in der Firebelly Lounge aus, in der Schauspieler Steve Buscemi in Gesicht, Hals und Arm gestochen wurde.
Im Oktober 2015 wurde Rosenberg hinzugezogen, um mit seinem Schreibpartner Jeff Pinkner das Drehbuch zu Jumanji: Willkommen im Dschungel umzuschreiben. Die Drehbuchautoren Rosenberg und Pinkner und Regisseur Jake Kasdan kehrten daraufhin auch zur Fortsetzung Jumanji: The Next Level zurück.
Scott hat zwei Kinder, Bowie und Sawyer, mit seinem Partnerin Langley Perer.

## Filmografie

### Filme
- 1995: Das Leben nach dem Tod in Denver (Things to Do in Denver When You’re Dead)
- 1996: Beautiful Girls
- 1997: Con Air
- 1999: Dich kriegen wir auch noch! (Disturbing Behavior)
- 2000: High Fidelity
- 2000: Nur noch 60 Sekunden (Gone in 60 Seconds)
- 2002: Impostor (Adaption)
- 2002: Highway
- 2003: Kangaroo Jack
- 2003: February
- 2017: Jumanji: Willkommen im Dschungel (Jumanji: Welcome to the Jungle)
- 2018: Venom
- 2019: Jumanji: The Next Level
- 2023: Viel Wirbel um Weihnachten (Dashing Through the Snow)

### Fernsehserien
- 1993: Geschichten aus der Gruft (Tales from the Crypt, 1 Episode)
- 2001–2002: Going to California
- 2007–2008: October Road (9 Episoden)
- 2008–2009: Life on Mars (2 Episoden)
- 2010: Happy Town (3 Episoden)
- 2014: Star-Crossed (Executive Producer)
- 2015–2017: Zoo (Schöpfer; Drehbuch in 3 Episoden)
- 2017–2019: Knightfall (Executive Producer)
- 2018: Everything Sucks! (Executive Producer)
- 2018: Origin (Executive Producer)
- 2019: Limetown (Executive Producer)
- 2020: High Fidelity (Executive Producer)
- 2021: Cowboy Bebop (Executive Producer)

### Filmauftritte
- 1992: Bimbo Penitentiary (als Dreg)
- 1997: Con Air (als Garland’s Craps Dealer)
- 1998: Verrückt nach Mary (There's Something About Mary, als Jailbird)
- 1999: Wehrlos – Die Tochter des Generals (The General's Daughter, als MP Guard)
- 2000: Nur noch 60 Sekunden (Gone in 60 Seconds, als Private Doctor)
- 2000: Ich, beide & sie (Me, Myself and Irene, als Softball Player)
- 2005: Ein Mann für eine Saison (Fever Pitch, als 1980’s Sox Player)